# キンガ・マクレビッチ
キンガ・マクレビッチ（Kinga Maculewicz, 1978年5月25日 - ）は、フランスの元女子バレーボール選手。元フランス代表。

## 来歴

### クラブチーム
ポーランドのクラクフ出身。フランス育ち。1994年、RCカンヌに入団。フランス国内リーグでは優勝4回、フランスカップで優勝4回の成績を残した。1999年、イタリアのJohnson Matthey Rubieraへ移籍。4年在籍しセリエA2だったチームのA1昇格を果たした。2003年、Icot Tec Europa Systems Forlìへ移籍し、2004/05シーズンにはセリエA1リーグで7位となった。2005年、スカボリーニ・ペーザロに移籍し、2005/06シーズンのセリエA1リーグでは3位、2006/07シーズンのコッパイタリアでは準優勝となった。2007年、スペインのÍcaro Palmaへ移籍し、2007/08シーズンのスペインリーグでは準優勝した。2008年、トルコのワクフバンクと契約し2年間プレーした。2009/10シーズンにはトルコリーグとトルコカップで準優勝した。2010/11シーズン、ポーランドのアトム・トレフル・ソポトでプレーし、ポーランドリーグではベストブロッカー部門でトップの活躍をみせチームは準優勝した。ここでのプレーを最後に現役を引退した。

### 代表チーム
アンダーカテゴリーの代表として1993年、U-20世界選手権に出場した。1994年、U-20欧州選手権に出場した。1996年、U-20欧州選手権に出場し4位となった。1997年、シニア代表に初選出された。2001年、欧州選手権に出場した。

## 人物
- 父はポーランドのサッカー選手のヘンリク・マクレビッチ（ポーランド語版）、母はポーランドのバレーボール選手のクリスティナ・マクレビッチ（ポーランド語版）。
- 成人後に実父がポーランドのバレーボール指導者のアンジェイ・ニェムチク（ポーランド語版）であることが明らかになった[1]。3人の異母姉がおり、いずれもバレーボール選手。
- 2007年、スペインのバレーボール選手であるエンリケ・デ・ラ・フエンテ（英語版）と結婚した。

## 球歴
- 欧州選手権 - 2001年

## 受賞歴
- 2011年 - 2010/11ポーランドリーグ ベストブロッカー賞

## 所属クラブ
- RCカンヌ（1994-1999年）
- Johnson Matthey Rubiera（1999-2003年）
- Icot Tec Europa Systems Forlì（2003-2005年）
- スカボリーニ・ペーザロ（2005-2007年）
- Ícaro Palma（2007-2008年）
- ワクフバンクSK（2008-2010年）
- アトム・トレフル・ソポト（2010-2011年）